# Simca 1100
Simca 1100 byl automobil nižší střední třídy vyráběný automobilkou Simca v letech 1967 až 1982. Vyráběl se jako tří- nebo pětidveřový hatchback, pětidveřové kombi pod názvem Break, dvoudveřový pick-up nebo dvoudveřový van. Bylo vyrobeno více než 2 milióny kusů. Vyvážela se i do USA. Prodávala se také pod názvem Talbot 1100. jejím nástupcem byl Talbot Horizon.

## Popis

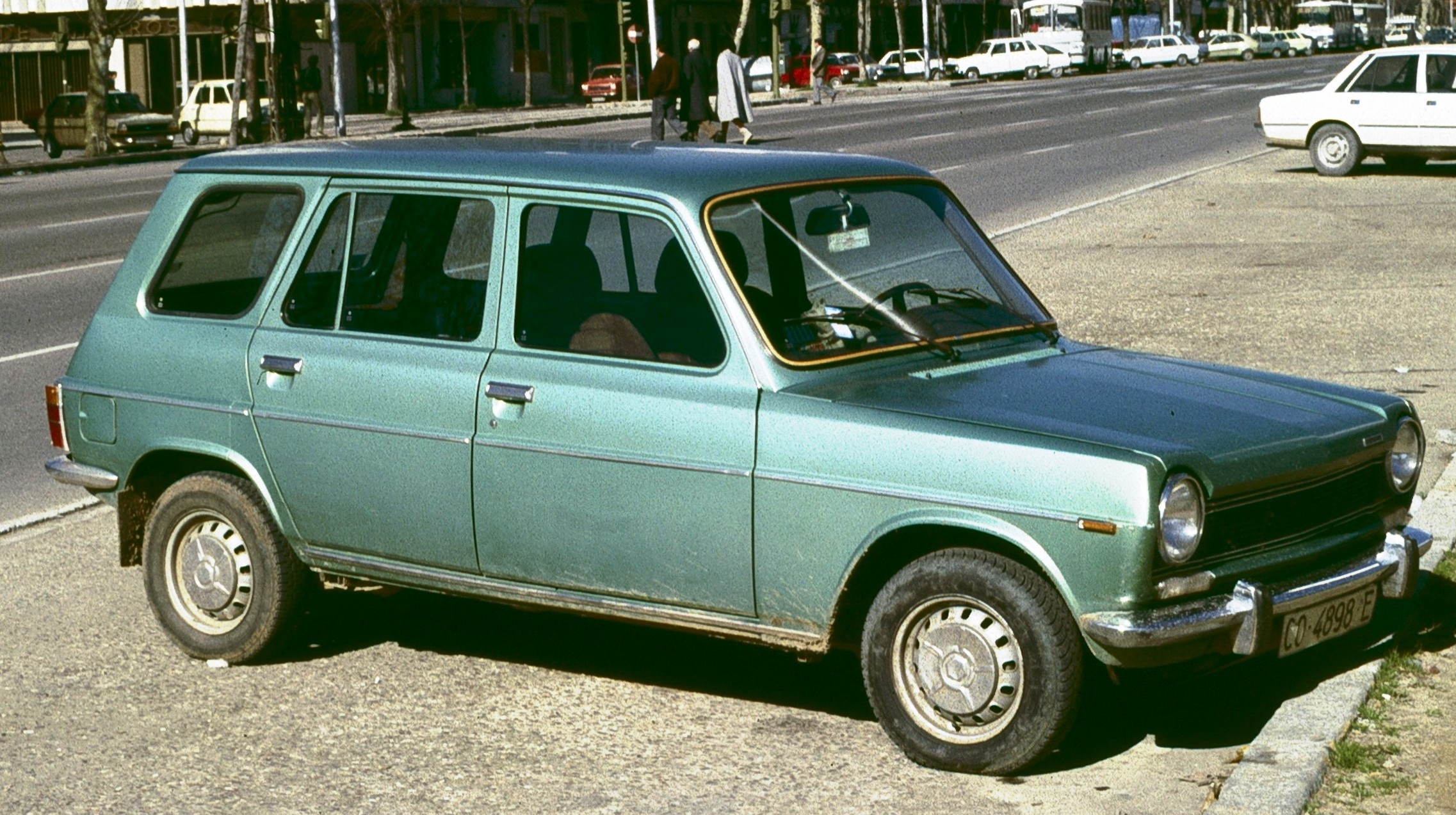
Simca 1100 Break

Motor byl uložen vpředu napříč a poháněl přední kola.

### Motory
- 944 cc - 45 PS (33 kW)
- 1118 cc - 50/52/60 PS (37/38/44 kW)
- 1204 cc - 59 PS (43 kW)
- 1294 cc - 62/75 PS (46/55 kW)
- 1442 cc - 83 PS (61 kW)

### Rozměry
- Délka - 3937 mm
- Šířka - 1587 mm
- Váha - 918 kg